# L'amour existe encore
L'amour existe encore è una canzone della cantante canadese Céline Dion, del suo album Dion chante Plamondon. Il brano è uscito come secondo singolo promozionale in Canada a novembre 1991 e terzo singolo in Francia nel 1994. I testi della canzone sono stati scritti da Luc Plamondon mentre le musiche sono del cantautore italiano Riccardo Cocciante. La Dion ha anche registrato una versione in lingua spagnola di questa canzone, chiamata Aun Existe Amor per il suo album del 2002 A New Day Has Come, che è stato rilasciato come singolo promozionale negli Stati Uniti.

## Pubblicazioni, videoclip musicale e successo commerciale
L'amour existe encore è stato rilasciato in Canada senza un videoclip di accompagnamento. Quando la Sony Music Entertainment decise di pubblicare un singolo commerciale in Francia, fu realizzato un video musicale nel dicembre del 1993, diretto da Alain Desrochers. Il video è stato inserito in seguito sul DVD On ne change pas pubblicato nel 2005.
L'amour existe encore è entrato nella Quebec Airplay Chart il 18 novembre 1991 e raggiunse la posizione numero 16, rimanendo in classifica per venti settimane. In Francia, il singolo raggiunse la numero trentuno, rimanendo ventitré settimane in classifica.
Nel 1994, il videoclip musicale di L'amour existe encore fu candidato ai Félix Award nella categoria Videoclip dell'Anno.
La canzone fa anche parte della raccolta dei successi in francese di Céline Dion, pubblicata nel 2005: On ne change pas.

## Interpretazioni dal vivo e pubblicazioni
Le versioni live di L'amour existe encore si possono trovare negli album live della Dion: À l'Olympia, Au cœur du stade e Tournée mondiale Taking Chances: le spectacle. Il brano è stato interpretato durante il Taking Chances World Tour e il concerto celebrativo del 400º anniversario del Québec, in cui Céline cantò davanti a 250.000 spettatori; lo spettacolo è stato immortalato e inserito nel DVD Céline sur les Plaines, pubblicato nel 2008. L'amour existe encore fu cantata in duetto con Éric Lapointe, che registrò l'esibizione nel suo album Ailleurs - Volume 1, uscito il 28 aprile 2009. Nel maggio 2009, questo duetto entrò nella top 40 della classifica canadese Adult Contemporary e nella top ten della classifica québecchese Top 100 francophone Radio BDS. La canzone è stata anche cantata a Quebec City nel luglio 2013 durante il concerto Celine ... une seule fois; la performance fa parte della tracklist del CD / DVD Céline une seule fois / Live 2013. Céline Dion ha eseguito L'amour existe encore anche durante il suo Summer Tour 2016.

## Formati e tracce
CD Singolo Promo (Canada) (Sony Music: CDNK 647)
1. L'amour existe encore – 3:50 (testo: Luc Plamondon – musica: Riccardo Cocciante)

CD Singolo Promo (Francia) (Columbia: COL 659 886-1)
1. L'amour existe encore – 3:49 (testo: Plamondon – musica: Cocciante)
2. Le monde est stone – 3:41 (testo: Plamondon – musica: Michel Berger)

LP Singolo 12" (Francia) (Columbia: COL 659886 6)
1. L'amour existe encore – 3:05 (testo: Plamondon – musica: Cocciante)
2. Le monde est stone – 3:40 (testo: Plamondon – musica: Berger)

MC Singolo (Europa) (Columbia: COL 659886-4)
1. L'amour existe encore – 3:49 (testo: Plamondon – musica: Cocciante)
2. Le monde est stone – 3:41 (testo: Plamondon – musica: Berger)

## Classifiche
| Classifica (1991-1994) | Posizione massima raggiunta |
| ---------------------- | --------------------------- |
| Francia (SNEP)         | 31                          |
| Québec (ADISQ)         | 16                          |

## Cronologia di rilascio
| Paese   | Data | Formato           |
| ------- | ---- | ----------------- |
| Europa  | 1993 | Musicassetta      |
| Francia | 1993 | CD • Vinile (12") |

## Aun Existe Amor(versione in spagnolo)
Aun Existe Amor è la versione in spagnolo del brano scritto da Luc Plamondon e Riccardo Cocciante nel 1991, L'amour existe encore. Il brano fu rilasciato negli Stati uniti nel 2002 come quarto singolo promozionale del sesto album in studio in lingua inglese della cantante canadese, A New Day Has Come (2002).

### Antefatti, contenuti e recensioni da parte della critica
L'adattamento dei testi in spagnolo di L'amour existe encore fu scritto da Ignacio Ballesteros-Diaz. Il brano in francese fu adattato anche in lingua inglese e intitolato Love Still Exists, ma nelle parole di Céline non suonava molto bene foneticamente, quindi fu scelto di includere nell'album A New Day Has Come la versione spagnola.
Nella recensione di A New Day Has Come sul portale web Canoe.ca fu dichiarato:"C'è anche un po' di frammento spagnolo chiamata Aun Existe Amor, che si può tranquillamente considerare anche riguardo all'amore." Chuck Taylor di Billboard sostenne che la canzone è un punto culminante in A New Day Has Come.

### Interpretazioni dal vivo
Céline eseguì il brano per la prima volta nel 2002 in occasione della cerimonia di premiazione dei Billboard Latin Music Award, dove ricevette un premio speciale per il successo di My Heart Will Go On, prima canzone in inglese a salire in cima alla Top Latin Songs di Billboard. 

### Formati e tracce
CD Singolo Promo (Stati Uniti) (Sony Discos: CDP 14600, Columbia: CDP 14600)
1. Aun Existe Amor (testo: Ignacio Ballesteros - Diaz – musica: Riccardo Cocciante)

### Crediti e personale
- Adattamento dei testi in spagnolo - Ignacio Ballesteros-Diaz
- Arrangiato da - Humberto Gatica, Mark Portmann
- Musica di - Riccardo Cocciante
- Produttore - Humberto Gatica, Vito Luprano
- Produttore esecutivo - Vito Luprano
- Testi di - Luc Plamondon

## Cover di altri interpreti
Nel 1994, il compositore di L'amour existe encore, il cantautore italiano Riccardo Cocciante, pubblicò una versione in lingua italiana di questa canzone nel suo album Un Uomo Felice, intitolato L'amore esiste ancora in duetto con Tosca. Nel 1998, Hélène Ségara e Garou eseguirono questa canzone in duetto per l'album di beneficenza Ensemble contre le sida. Nel 2009, Lara Fabian registra una cover del brano per il suo album Toutes les femmes en moi, album che omaggia tutte le donne della scena musicale francese che l'hanno ispirata nel corso degli anni, essendo questa registrazione un umile omaggio a Céline Dion. Nel 2010, Nicola Ciccone canta e pubblica una versione in italian di L'amour existe encore per il suo album Imaginaire, intitolata L'amore esiste ancora, dopo averla eseguita in omaggio a Luc Plamondon e raccontato dal cantautore quanto fosse bello, con tanta profondità, quando è cantata in italiano.